# Orthotrichia litotes
Orthotrichia litotes är en nattsländeart som beskrevs av Wells 1984. Orthotrichia litotes ingår i släktet Orthotrichia och familjen smånattsländor. Inga underarter finns listade i Catalogue of Life.